# Glenwyvis
Glenwyvis è una distilleria di whisky e gin scozzese situata a Dingwall, in Scozia.
La distilleria è di proprietà di un gruppo di crowdfunders ed è interamente alimentata da energie rinnovabili quali energia idroelettrica, eolica e solare e da sistemi di riscaldamento a biomassa. Il suo nome deriva dall'idea di portare avanti antiche tradizioni del passato ed è un mix di due precedenti distillerie della zona, la Ben Wyvis a Dingwall e la Glenskiach ad Evanton.

## Storia
La distilleria Glenwyvis è stata fondata nel 2015 da John Mckenzie, un agricoltore nonché sostenitore di energie rinnovabili e già pilota commerciale di elicotteri.
Nel 2016 è stata lanciata una campagna di raccolta fondi ed in soli settantasette giorni più di duemila persone, di cui più della metà provenienti dalla stessa area geografica della distilleria, hanno offerto circa 2,6 milioni di sterline.
Dopo un secondo giro di offerte da parte di nuovi azionisti Glenwyvis ha raggiunto oltre tremila investitori.
L'edificio della distilleria è stato costruito nel 2017 su un terreno in collina a poche miglia di distanza da Dingwall (una sorta di ritorno per Dingwall che non vedeva distillerie sul suo suolo dal 1926), ed è stata inaugurata il 30 novembre 2017 per il giorno di St. Andrew, la festa nazionale scozzese.
Nel 2018 la distilleria Glenwyvis ha avviato la produzione di whisky e gin sotto la guida del mastro distillatore Duncan Tait.
Dopo circa un anno già oltre cinquecento botti stavano riposando in sede.
Nel 2018-19, Glenwyvis ha raggiunto 39248 litri di whisky e 3576 litri di gin Premium GoodWill.
Nel 2018 GlenWyvis Distillery e la società Geotourist hanno creato una mobile app per promuovere un'esperienza di tour a piedi a Dingwall.
Nell'ottobre 2019 è scoppiato un incendio nel deposito della fabbrica, che fortunatamente non ha avuto gravi conseguenze per le aree adibite a lavori di distilleria.
Durante la Pandemia di COVID-19 del 2020 in Scozia, la distilleria ha tenuto una dimostrazione di cucina online dal vivo con il Master Chef Gary Maclean che ha accettato di creare alcune delicatessen gastronomiche utilizzando Goodwill Gin.
Ad oggi, settembre 2023, la distilleria Glenwyvis offre quattro tipi di gin, un tipo di spirito ed due whisky single malt invecchiato di quattro anni.